# 연주 현씨
연주 현씨(延州玄氏)씨는 평안북도 녕변군을 관향으로 하는 한국의 성씨이다.
연주도령(延州都領) 현담윤(玄覃胤)의 아들 현덕수(玄德秀)가 1174년(명종 4)에 조위총(趙位寵)의 난을 평정하는 데 공을 세우고 병부상서(兵部尙書)에 이르렀다.

## 역사
연주 현씨(延州 玄氏)의 시조 현담윤(玄覃胤)은 의종(毅宗) 때 도령중랑장(都領中郞將)이 되었고, 명종(明宗) 때 조위총(趙位寵)의 난을 평정하여 문하시랑평장사(門下侍郞平章事)에 올랐으며 연산군(延山君)에 봉해졌다.
본래 현담윤은 평안도 연주(延州)의 토착 세력으로 큰 세력을 이루고 있었던 것으로 보이는데 이를 계기로 중앙관직에 진출하게 되었다고 추측된다. 그 이후 현씨가 크게 성장하는 것은 현담윤의 세 아들이 중앙정부에 진출하면서부터이다.
장남 현덕수(玄德秀)는 1174년(명종 4)에 서경(西京)에서 조위총(趙位寵)의 난 때 연주도령(延州都領)인 아버지와 함께 연주성(延州城)을 굳게 지켜 난을 평정한 공으로 내시지후(內侍祗候)가 되었고 이후 안남도호부부사(安南都護府副使), 도관낭중(都官郎中), 병부낭중(兵部郎中), 사재소경(司宰少卿), 전중소감(殿中少監)을 거쳐 병부상서(兵部尙書)에 이르렀다.
차남 현이후(玄利厚)는 경상도안렴사(慶尙道按廉使)를 지내고 광성군(廣城君)에 봉해졌다.
삼남 현덕유(玄德裕)는 1186년(명종 16) 문과에 급제한 후 이부(吏部)와 예부(禮部)의 시랑(侍郞)을 거쳐 서경유수(西京留守)로 나갔다가 금자광록대부(金紫光祿大夫)로 참지정사(參知政事)를 지낸 후 대사공(大司空)에 이르러 회원군(檜原君)에 봉해졌다. 9세손 현석규(玄錫圭)가 1478년(성종 9년) 평안도관찰사로 나아가 선정을 베풀었고, 1480년 건주위(建州衛) 정벌에 공을 세워 우참찬(右參贊)에 올랐다.

## 본관
연주(延州)는 평안북도 녕변군(寧邊郡)의 옛 지명이다. 본래 고려의 안삭군(安朔郡)이었으나, 970년(고려 광종 21년) 연주(延州)로 고쳐 지주사(知州事)를 두었다. 995년(고려 성종 14년) 방어사(防禦使)를 두었다가 공민왕 때 연산부(延山府)로 승격되었고, 1413년(조선 태종 13년) 도호부로 승격되었다. 1419년(세종 11) 무산(撫山)을 통합하여 녕변 대도호부(寧邊大都護府)로 승격하였다. 1895년(고종 32) 녕변군으로 개편되어 1896년 평안북도에 소속되었다.

## 분관
현씨의 본관은 연주를 비롯하여 성주(星州), 창원(昌原), 순천(順天), 천녕(川寧) 등 106본이 있는 것으로 문헌에 전해지나 모두가 시랑공(侍郞公) 현담윤(玄覃胤)을 시조로 받드는 동조동근(同祖同根)의 자손들이 살았던 지명에 불과하므로 1747년(영조 23) 정묘보(丁卯譜)를 편수할 때 연주현씨로 단일화하였고, 1982년에 간행된 임술보(壬戌譜) 때도 문중의 합의에 따라 본관을 연주로 통일하였다. 1930년 국세조사 당시 연주 현씨 비율은 남한에 30%, 북한에 70% 정도로 남한에 비해 북한에 비교적 많이 분포하였으며, 주로 본향인 평안도 지방에 거주하였다. 2015년 대한민국 통계청 조사 결과 남한에 현씨는 88,824명인데, 대본인 연주 현씨는 56,047명(영변 현씨 198명, 연산 현씨 155명), 성주 현씨 15,995명, 창원 현씨 2,053명, 순천 현씨 1,358명이다.

## 저명인사
- 현덕수(玄德秀, ? ~ 1215년) : 1174년(고려 명종 4년) 조위총의 난을 평정한 공으로 병부상서에 이르렀다. 기로소의 시초가 되는 기로회 9인 중 1인.
- 현석문(玄錫文, 1799년 ~ 1846년) : 기해박해 때 천주교 순교자
- 현일(玄鎰, 1807년 ~ 1876년) : 조선의 문신. 자는 만여(萬汝), 호는 교정(皎亭). 연천군수를 지내고, 중추원지사(中樞院知事)에 올랐다.
- 현찬봉(玄燦鳳, 1861년 ~ 1918년) : 용인군수, 곤산군수
- 현정경(玄正卿, 1886년 ~ 1941년) : 독립운동가. 대한통의부 법무위원장, 민족해방동맹 주석.
- 현익철(玄益哲, 1890년 ~ 1938년) : 독립운동가. 대한민국 임시정부 위원, 백범 김구와 회동 중 피격으로 순국.
- 현천묵(玄天默) : 독립운동가
- 현상윤(玄相允, 1893년 ~ ?) : 독립운동가. 3·1운동의 주역. 고려대학교 초대 총장.
- 현정건(玄鼎健, 1893년 ~ 1932년) : 독립운동가
- 현석호(玄錫虎, 1907년 ∼ 1988년) : 제3·5대 국회의원, 제9·11대 국방부 장관, 제23대 내무부 장관
- 현신규(玄信圭, 1911년 ~ 1986년) : 산림학자. 서울대학교 농과대학 교수. 제2대 농촌진흥청장.
- 현승종(玄勝鍾, 1919년 2월 26일 ~ 2020년 5월 25일) : 제24대 국무총리
- 현평효(玄平孝, 1920년 ~ ) : 제주대학교 초대 총장
- 현봉학(玄鳳學, 1922년 ~ 2007년) : 뉴저지주립대학교 의과대학 교수. 6.25 당시 미군통역으로 참전하여 흥남철수 때 피난민 탈출을 위해 미군 포니 대령 설득.
- 현시학(玄時學, 1924년 ~ 1989년) : 대한민국 함대사령관, 해군사관학교 교장
- 현영원(玄永源, 1927년 ~ 2006년) : 현대상선 회장
- 현소환(玄昭煥, 1937년 ~ 2018년) : 연합뉴스 사장, 방송콘텐츠진흥재단 이사장
- 현경대(玄敬大, 1939년 ~ ) : 제11·12·14·16대 국회의원
- 현홍주(玄鴻柱, 1940년 ~ ) : 검사, 제12대 국회의원, 제15대 법제처장, 제14대 미국 대사, 국가안보총괄점검회의 위원
- 현명관(玄明官, 1941년 ~ ) : 삼성물산 회장, 한국마사회 회장
- 현승일(玄勝一, 1942년 ~ ) : 제16대 국회의원, 제6대 국민대학교 총장, 한국학중앙연구원 이사
- 현승훈(玄承勳, 1942년 ~ ) : 화승그룹 회장
- 현병철(玄炳哲, 1944년 ~ ) : 한양대학교 법대 교수, 국가인권위원회 위원장
- 현경자(玄慶子, 1947년 ~ ) : 제14대 국회의원
- 현삼식(玄三植, 1947년 ~ ) : 경기도 양주시장
- 현재현(玄在賢, 1949년 ~ ) : 동양그룹 회장
- 현오석(玄旿錫, 1950년 ~ ) : 제4대 부총리 겸 기획재정부 장관
- 현인택(玄仁澤, 1954년 ~ ) : 제35대 통일부 장관
- 현정은(玄貞恩, 1955년 ~ ) : 현대그룹 회장
- 현용진(玄勇鎭, 1955년 ~ ) : KAIST 교수
- 현기환(玄伎煥, 1959년 ~ ) : 제18대 국회의원, 청와대 대통령비서실 정무수석비서관
- 현애자(玄愛子, 1962년 ~ ) : 제17대 국회의원
- 현경병(玄鏡柄, 1962년 ~ ) : 제18대 국회의원
- 현택환(玄澤煥, 1964년 ~ ) : 서울대학교 화학생물공학부 교수

## 항렬자
| 25세              | 26세          | 27세              | 28세          | 29세              | 30세          | 31세              | 32세          | 33세              | 34세          | 35세              | 36세          | 37세              | 38세          | 39세              | 40세          |
| ----------------- | ------------- | ----------------- | ------------- | ----------------- | ------------- | ----------------- | ------------- | ----------------- | ------------- | ----------------- | ------------- | ----------------- | ------------- | ----------------- | ------------- |
| 口주(周) 口기(基) | 석(錫) 종(鍾) | 口순(淳) 口섭(涉) | 상(相) 병(柄) | 口렬(烈) 口환(煥) | 규(圭) 재(在) | 口선(善) 口용(鎔) | 해(海) 영(泳) | 口근(根) 口식(植) | 용(容) 희(熙) | 口기(起) 口배(培) | 일(鎰) 진(鎭) | 口태(泰) 口구(求) | 주(柱) 영(榮) | 口섭(燮) 口휘(輝) | 광(珖) 준(埈) |

## 과거 급제자
연주 현씨는 조선시대 문과 급제자 7명을 배출하였다.
문과
현규근(玄圭根) 현기(玄杞) 현기준(玄基濬) 현동건(玄東健) 현석태(玄錫泰) 현재진(玄載辰) 현필제(玄弼濟)
무과
현광우(玄光佑) 현봉철(玄奉哲) 현상우(玄尙禹) 현상은(玄尙殷) 현심우(玄心宇) 현일준(玄一峻)
생원시
현성학(玄聖學) 현홍렬(玄弘烈)
진사시
현명리(玄命履) 현병호(玄炳昊) 현비승(玄丕承) 현석구(玄錫九) 현재복(玄在復)
음관
현기준(玄基濬) 현재진(玄載辰) 현필제(玄弼濟)현진수(玄鬒燧)

## 인구
- 1985년 11,969가구 48,156명
- 2000년 18,686가구 59,096명
- 2015년 56,047명